# مادوان السفلي (سررود الشمالي)
مادوان السفلی (بالفارسية: مادوان سفلی) هي قرية تقع في إيران في قسم سررود الشمالي الريفي. يقدر عدد سكانها بـ 3,239 نسمة .